# Гамлет
«Траги́ческая исто́рия о Га́млете, при́нце да́тском» (англ. The Tragedy of Hamlet, Prince of Denmark) или коротко «Га́млет, принц да́тский» или «Га́млет» — трагедия Уильяма Шекспира в пяти актах, одна из самых известных его пьес и одна из самых знаменитых пьес в мировой драматургии. Написана в 1599—1601 годах. Это самая длинная пьеса Шекспира — в ней 4042 строки и 29 551 слово. Место действия пьесы — Дания, где принц Гамлет мстит своему дяде Клавдию за убийство его отца, совершённое из расчёта занять престол и жениться на матери Гамлета Гертруде.
Трагедия входит во Всемирную библиотеку (список наиболее значимых произведений мировой литературы Норвежского книжного клуба, составленный по результатам опроса 100 критиков и писателей из разных стран мира). Трагедия была одним из самых популярных произведений Шекспира при его жизни и остаётся таковой по настоящее время. Она считается одним из самых экранизируемых сюжетов после сказки «Золушка».
История шекспировского Гамлета восходит к старинной легенде об Амледе из хроники «Деяния данов» Саксона Грамматика XIII в., пересказанной в XVI в. французским учёным Франсуа де Бельфоре. Шекспир мог быть автором и более ранней елизаветинской пьесы, известной в настоящее время как «Пра-Гамлет», позднее переписав её в современную версию. Почти наверняка он написал новую версию заглавной роли для своего приятеля — актёра Ричарда Бёрбеджа; сам драматург играл тень отца Гамлета. Первая постановка прошла в театре «Глобус» (Лондон). За 400 лет на сцене роль Гамлета была исполнена многими выдающимися актёрами своего времени.
До наших дней дошло три различных ранних версии пьесы: Первое кварто (Q1, 1603), Второе кварто (Q2, 1604), Первое инфолио (F1, 1623). В каждой версии есть строфы и даже целые сцены, отсутствующие в других. Структура пьесы и глубина характеров стали предметом многочисленных критических исследований, например, многовекового спора о колебаниях Гамлета перед убийством его дяди, которые некоторые рассматривают просто как двигатель сюжета, а другие — как драматизацию сложных философских и этических вопросов, связанных с хладнокровным убийством, сознательной местью и затуханием желания.

## Персонажи
(в порядке, заявленном в пьесе)
- Клавдий, король датский.
- Гамлет, сын покойного и племянник царствующего короля.
- Фортинбрас, принц норвежский.
- Полоний, ближний вельможа.
- Горацио, друг Гамлета.
- Лаэрт, сын Полония.

- Придворные:
  - Вольтиманд;
  - Корнелий;
  - Розенкранц;
  - Гильденстерн;
  - Озрик;
  - Первый дворянин;
  - Второй дворянин.
- Священник.
- Офицеры:
  - Марцелл;
  - Бернардо.
- Франсиско, солдат.
- Рейнальдо, слуга Полония.
- Актёры.
- Два могильщика.
- Капитан.
- Английские послы.
- Гертруда, королева датская, мать Гамлета.
- Офелия, дочь Полония.
- Призрак отца Гамлета.
- Вельможи, дамы, офицеры, солдаты, моряки, гонцы и другие слуги.

## Сюжет

### Акт первый
Главный герой пьесы — датский принц Гамлет, около 30 лет от роду, сын недавно умершего короля Гамлета и племянник его унаследовавшего трон брата, короля Клавдия. Дания имеет давнюю распрю с соседней Норвегией, в ходе которой король Гамлет несколько лет тому назад на поле сражения убил норвежского короля Фортинбраса. Хотя Дания в результате и разгромила Норвегию и норвежский престол отошёл к болезненному брату короля Фортинбраса, датчане беспокоятся, что нападение норвежцев во главе с сыном их покойного короля, принцем Фортинбрасом, неизбежно.
На валах, окружающих Эльсинор, королевский дворец датских монархов, офицеры ночных караулов Бернардо и Марцелл несколько раз видели призрака, удивительно похожего на недавно умершего короля, и призывают в свидетели Горацио, друга принца Гамлета. Когда призрак появляется снова, все трое решают сообщить об увиденном принцу Гамлету.
На следующий день при дворе, когда король Клавдий и королева Гертруда обсуждают государственные дела с их старшим советником Полонием, Гамлет выглядит угрюмым. На заседании Клавдий дарует сыну Полония Лаэрту право вернуться на обучение во Францию и направляет посланников сообщить королю Норвегии о беспокойстве по поводу Фортинбраса. Клавдий упрекает Гамлета за затянувшийся траур по его отцу и запрещает ему возвращаться на учёбу в Виттенберг. Наедине после заседания Гамлет отчаивается по поводу смерти его отца и поспешного нового брака его матери. Узнав от Горацио о призраке, он решает увидеть его сам.
Полоний советует своему собирающемуся во Францию сыну Лаэрту «быть верным самому себе». Дочь Полония Офелия признаётся, что Гамлет ей интересен, но Лаэрт предостерегает её искать внимания принца, а Полоний приказывает ей отвечать отказом на все его ухаживания. Той же ночью на валу встреча с призраком приводит принца в ужас и полное смятение — призрак рассказал ему о том, что был отравлен своим братом Клавдием, нынешним королём, влившим ему в ухо яд во время сна. Тень отца Гамлета завещает сыну месть. Тот соглашается, и призрак исчезает. Взяв с Горацио и офицеров караулов слово молчать, Гамлет сообщает им, что будет притворяться безумцем, чтобы получить неопровержимые доказательства вины Клавдия. Таким образом, в правдивости призрака принц всё же несколько сомневается.

### Акт второй
Вскоре после этого Офелия срочно хочет видеть своего отца, чтобы пожаловаться, что предыдущей ночью к её двери полураздетым подходил Гамлет и при этом вёл себя странно. Полоний принимает любовь Гамлета за сумасшествие и решает предупредить Клавдия и Гертруду. В Эльсиноре он застаёт у них Розенкранца и Гильденстерна, двух студентов — приятелей Гамлета. Королевская чета, догадываясь, что «Гамлет не сошёл с ума, а притворяется с какой-то целью», посылает к нему Розенкранца и Гильденстерна, чтобы те за соответствующее вознаграждение выведали, что на самом деле на уме у Гамлета. Там же Полоний слышит доклад Клавдию от посыльных из Норвегии о том, что король Норвегии обвинил принца Фортинбраса в желании взять реванш за битвы, проигранные его отцом. Ополчение, которое Фортинбрас собрал на поход против Дании, вместо этого будет отправлено в Польшу, хотя и пройдёт туда через датские земли.
Полоний рассказывает Клавдию и Гертруде его теорию относительно поведения Гамлета, а в коридоре замка пытается получить больше информации от самого Гамлета. Гамлет притворяется сумасшедшим и постоянно подтрунивает над Полонием. Встретив Розенкранца и Гильденстерна, Гамлет тепло приветствует своих «друзей», но, поняв истинную цель их приезда, ничего им не открывает, отвечая на их расспросы бессмысленными монологами вроде «Что за мастерское создание — человек!» Розенкранц и Гильденстерн сообщают, что привезли с собой труппу актёров, которых они встретили по дороге в Эльсинор. Приветствовав их и дождавшись ухода своих шпионов-«друзей», Гамлет просит актёров прочесть монолог о смерти царя Приама и царицы Гекубы в разгар Троянской войны. Впечатлённый их исполнением, он затем просит их поставить пьесу «Убийство Гонзаго» об отравлении, однако, слегка меняет её сюжет таким образом, чтобы пьеса изображала убийство прежнего короля со слов призрака. В ходе пьесы Гамлет хочет проследить за реакцией Клавдия и проверить правдивость рассказа призрака.

### Акт третий
Полоний заставляет Офелию вернуть Гамлету его любовные письма и подарки, пока сам он с Клавдием будет следить за реакцией принца со стороны. Гамлет, размышляя вслух, «быть или не быть», направляется в залу замка, где притаились король с Полонием. Когда его встречает Офелия и пытается вернуть его вещи, Гамлет обвиняет её в бесстыдстве и либо в сердцах, либо продолжая игру в безумца кричит ей: «Ступай в монастырь!» Его реакция убеждает Клавдия, что Гамлет безумен не от любви. Вскоре двор собирается для просмотра пьесы, заказанной Гамлетом. Король внимательно следит за действием пьесы и уходит после того, как на сцене соперник короля вливает тому в ухо яд; Гамлет, следивший за реакцией Клавдия, теперь уверен в его виновности.
Гертруда просит Гамлета зайти к ней в покои и объяснить что́ всё это значит. В это время Клавдий разговаривает сам с собой о невозможности раскаяния, поскольку не может отказаться от полученных благ: короны и жены его брата. По пути к матери принц видит короля, молящегося в одиночестве на коленях. Гамлет колеблется, но отказывается от немедленного убийства Клавдия, ибо убитый во время покаянной молитвы король, вероятно, попадёт в рай, тогда как его жертва, отец Гамлета, не знает загробного покоя. После этого Гамлет идёт в покои королевы, где хватает её, пытаясь усадить в кресло. Полоний, прятавшийся за ковром, призывает на помощь Гертруде, которая кричит, считая, что Гамлет убивает её.
Гамлет, приняв кричащего за ковром человека за Клавдия, пронзает Полония клинком сквозь ковёр. Расстроившись из-за досадной ошибки, он грубо обвиняет мать в том, что та словно не замечает преступлений Клавдия, но в это время является призрак и упрекает Гамлета за его бездействие и грубые слова. Гертруда не может ни видеть, ни слышать призрака, поэтому диалог Гамлета с призраком воспринимает как свидетельство сумасшествия сына. Гамлет просит мать перестать спать с Клавдием и уходит, забрав труп Полония с собой.

### Акт четвёртый
Гамлет насмехается над королём, пытающимся узнать, где он спрятал труп Полония, и король, понимая, что Гамлет для него опасен, отсылает его в Англию вместе с Розенкранцем и Гильденстерном «за данью», передав с ними запечатанное письмо к английскому королю с требованием, чтобы Гамлета сразу же по приезде казнили.
Тем временем Офелия, дочь Полония и возлюбленная его случайного убийцы Гамлета, сходит с ума и рассеянно бродит по Эльсинору. Лаэрт, сын Полония и брат Офелии, срочно возвращается из Франции, узнав о смерти отца и сумасшествии сестры. Клавдий убеждает Лаэрта, что в них повинен не кто иной, как Гамлет, но неожиданно приносят письмо, подрывающее все планы Клавдия. Оказывается, принц спасся от смерти, попав в плен к атаковавшим их корабль пиратам. С матросами Гамлет вернулся в Данию. Клавдий вынужден сплести интригу: он советует Лаэрту вызвать Гамлета на фехтовальный поединок на рапирах и убить его в наказание за смерть отца. Причём Лаэрт должен смазать лезвие своей рапиры сильным ядом, а как запасной план на случай победы Гамлета — дать победителю отравленного вина.
Гертруда перебивает их разговор, сообщая, что безумная Офелия утонула или случайно, или совершив самоубийство.

### Акт пятый
Горацио получает от Гамлета письмо, повествующее о том, как тот откупился от пиратов, напавших на его направлявшееся в Англию судно, и друзья встречаются у кладбища. Там два могильщика обсуждают возможное самоубийство Офелии, занимаясь рытьём могилы для неё. На кладбище заходят Гамлет и Горацио, и Гамлет подтрунивает над могильщиками. Могильщик выкапывает череп шута Йорика, которого Гамлет знал в детстве. Гамлет берёт череп в руки со словами: «Увы, бедный Йорик!» — и размышляет вслух о смерти. К ним неожиданно приближается похоронная процессия, возглавляемая Лаэртом. Гамлет с Горацио вначале прячутся, но, узнав, что это похороны Офелии, Гамлет прыгает в её могилу и признаётся в любви к ней. Лаэрт нападает на Гамлета, но их разнимают.
Вернувшись в Эльсинор, Гамлет объясняет Горацио, что он обнаружил письмо Клавдия в вещах Розенкранца и Гильденстерна и заменил его на фальшивку, предписывающую, наоборот, сразу же по приезде казнить его бывших приятелей. Сноровистый придворный Озрик прерывает их беседу, чтобы передать Гамлету вызов на фехтовальный поединок. Несмотря на увещевания Горацио, Гамлет принимает вызов. Во время поединка Гамлет вначале ведёт 2—1, и Гертруда поднимает за него кубок с отравленным вином, который Клавдий заготовил для Гамлета. Клавдий пытается её остановить, но не успевает: она выпивает вино. Лаэрт, понимая, что заговор вот-вот раскроется, царапает Гамлета отравленной рапирой. В последовавшей за этим борьбе они случайно обмениваются рапирами, и Лаэрт также получает ранение своей же отравленной рапирой. Гертруда падает и, объявив всем, что её отравили, умирает. Лаэрт перед смертью открывает принцу замысел короля. Гамлет убивает Клавдия. Чувствуя, что яд начинает действие, и услышав марширующие войска Фортинбраса в замке, Гамлет провозглашает норвежского принца своим преемником. Горацио, обезумев от того, что остался единственным выжившим и что ему придётся жить, а Гамлету — умереть, сообщает, что намерен покончить с собой, выпив остатки вина из кубка Гертруды, но Гамлет убеждает его остаться в живых и рассказать всем его повесть. Гамлет умирает на руках у Горацио со словами: «Дальше — тишина». Фортинбрас, возвращающийся из Польши с победой, заходит во дворец вместе с английским послом, прибывшим доложить о том, что Розенкранц и Гильденстерн мертвы. Горацио обещает рассказать обо всём, что произошло, а Фортинбрас, видя, что вся датская королевская семья погибла, забирает себе корону и приказывает оказать Гамлету воинские похоронные почести.

## Прообраз Гамлета
Легенды с сюжетом, подобным «Гамлету, принцу датскому», были настолько широко распространены (например, в Италии, Испании, Скандинавии, Византии и Аравии), что это наводит на мысль об индоевропейском происхождении центральной темы «героя-шута». Встречаются примеры древних «предшественников» «Гамлета, принца датского». Первый предшественник — народная скандинавская Сага о Рольфе Кракесе. В ней у убитого короля было двое сыновей — Руар и Хельги, — которые на протяжении почти всей саги скрываются под чужими именами и одеяниями без притворного безумия, а события развиваются не так, как у Шекспира. Второй предшественник — римская легенда о Бруте, дошедшая до нас в двух отдельных текстах на латыни. Её герой Луций (лат. светящийся, светлый) меняет имя и маску и становится Брутом (лат. тяжёлый, тупой), притворяясь паяцем, чтобы избежать судьбы своего отца и братьев, и в итоге закалывает убийцу своей семьи, царя Тарквиния. Скандинавский учёный XVII в. Торфеус сравнивал исландского героя Амлоди (др.-сканд. бедняга, несчастный; халтурщик; дурак, болван) и князя Амбалеса (из Саги Амбалеса) с шекспировским «Гамлетом, принцем датским». К общим чертам он отнёс наигранное сумасшествие принца, случайное убийство советника короля в спальне матери и убийство своего дяди в конце.
Многие из ранних элементов легенды позаимствованы из «Жизни Амлета» XIII в. (лат. Vita Amlethi), записанной датским летописцем Саксоном Грамматиком на латыни в третьей книге «Деяний данов», посвящённой классическим римским понятиям добродетели и героизма и широко распространённой во времена Шекспира. К значительным параллелям в ней относятся наигранное сумасшествие принца, поспешный брак его матери с узурпатором, убийство принцем прячущегося шпиона и казнь двух слуг вместо казни принца. Полная версия саксоновской истории была переведена на французский язык в 1570 г. Франсуа де Бельфоре в его «Трагических историях». Бельфоре существенно приукрасил текст Саксона, увеличив его объём почти вдвое и введя главного героя в состояние меланхолии.
Согласно одной из теорий, основным источником Шекспира была более ранняя, в настоящее время утерянная пьеса, известная сейчас как «Пра-Гамлет» («Пред-Гамлет»). Её автором возможно был Томас Кид или даже сам Уильям Шекспир, она уже существовала к 1589 г., и одним из действующих лиц в ней был призрак. Шекспировская труппа «Слуги лорда-камергера» могла приобрести эту пьесу и ставить её некоторое время, а затем подвергнуть переработке. Однако в силу отсутствия копии «Пра-Гамлета» абсолютно невозможно судить о её слоге и стиле и сравнить её с известными нам произведениями потенциальных авторов. В итоге нет никаких прямых доказательств ни авторства Кида, ни авторства самого Шекспира. Однако некоторые национальные исследователи привлечены идеей связать эти две пьесы и, таким образом, датировать «Гамлета, принца датского» значительно более ранними годами написания, чем общепринятые 1599—1601 гг.
Таким образом, исследователи не могут точно определить, в какой мере сюжет заимствован Шекспиром из несохранившейся пьесы (и существовала ли она вообще), в какой мере — из работ Бельфоре или Саксона и в какой мере — из других современных драматургу источников, таких как «Испанская трагедия» Кида (1589). Нет никаких явных доказательств, что Шекспир напрямую использовал работу Саксона. Хотя у Шекспира присутствуют некоторые элементы версии Бельфоре, отсутствующие у Саксона. Заимствовал ли их Шекспир напрямую у Бельфоре или посредством несохранившегося «Пра-Гамлета», установить невозможно.
Большинство учёных отвергают идею о какой-либо связи «Гамлета, принца датского» с единственным сыном Шекспира, Гамнетом Шекспиром, умершим в 1596 г. в возрасте 11 лет. Общепринято, что «Гамлет, принц датский» слишком очевидно связан с легендарной основой, а имя Гамнет было довольно популярным в те времена. Однако один из учёных, Стивен Гринблатт, утверждает, что совпадение имён и печаль Шекспира по утрате своего сына могут лежать в основе трагедии. Он отмечает, что имя Гамнета Сэдлера, соседа Шекспиров в Стратфорде, в честь которого был назван Гамнет, часто записывалось «Гамлет Сэдлер» и что, учитывая незакреплённую орфографию того времени, эти имена были практически взаимозаменяемы.
Учёные часто утверждали, что персонаж Полония в «Гамлете, принце датском» мог быть навеян Уильямом Сесилом (лордом Берли), государственным казначеем и главным советником королевы Елизаветы I. Эдмунд Чамберс предположил, что совет Полония Лаэрту схож с советом Берли своему сыну Роберту Сесилу. Джон Довер Уилсон считал очевидным, что персонаж Полония — карикатура на Берли. А. Л. Рауз считал, что нудное многословие Полония добавляло ему сходства с Берли. Лилиан Уинстэнли считала, что имя Корамбис (в Первом кварто) подразумевало Сесила и Берли. Гарольд Дженкинс считал идею о Полонии как карикатуре на Берли лишь гипотезой, хоть и основанной на схожей роли, которую оба они играли при дворе, и на «Десяти заповедях», которые Берли дал своему сыну, как и Полоний в пьесе — своему сыну Лаэрту. Дженкинс предполагает, что в персонаже Полония может отразиться любая личная сатира, например, связанная с польским происхождением человека. Г. Р. Хиббард предположил, что различия в именах этого персонажа (Корамбис/Полоний/Монтано/Райнольдо) между Первым кварто и другими изданиями могут отражать желание не атаковать напрямую определённых учёных Оксфордского университета.

## Датировка
Для большинства пьес Шекспира характерны проблемы с датировкой написания. Пьеса «Гамлет» не исключение:
- В 1598 году Фрэнсис Мирс опубликовал список из 12 произведений Шекспира в своём Palladis Tamia — исследовании английской литературы от Чосера до 1598 года. «Гамлета, принца датского» в нём нет. Следовательно, трагедия была создана после 1598 года.
- В «Гамлете, принце датском» встречается много аллюзий на уже изданную в середине 1599 г. пьесу Шекспира «Юлий Цезарь».
- 26 июля 1602 года издатель Робертс, связанный с труппой Шекспира, зарегистрировал в Реестре Компании торговцев, где регистрировались все предполагавшиеся к изданию книги, «Книгу, называющуюся Месть Гамлета, принца датского, в том виде, в каком она недавно исполнялась Слугами лорда-камергера». Стало быть, трагедия была написана до середины 1602 года.
- Фраза «маленькие соколята»[8] может быть аллюзией на «Мальчиков Капеллы», чья популярность в Лондоне вынудила театр «Глобус» уехать в гастроли по провинции. Этот период был назван Войной театров и относится к 1601 году. Тогда же в Лондоне соперничал с труппой Шекспира его друг Джон Марстон, у которого в репертуаре, как и у «Мальчиков Капеллы», была очень похожая пьеса «Месть Антонио».
- Наконец, среди бумаг современника Шекспира Гэбриела Харви было обнаружено издание Чосера 1598 г. с надписью на полях, упоминающей графа Эссекса, казнённого 25 февраля 1601 г., ещё живым, где Харви упоминает трагедию Шекспира в следующем контексте: «Молодёжь увлекается „Венерой и Адонисом“ Шекспира, а люди более зрелого ума предпочитают его „Лукрецию“ и трагедию „Гамлет, принц датский“».

По мнению Э. Чамберса, «Гамлет» был создан и впервые поставлен на сцене в 1599—1601 годах. Эта датировка пьесы является наиболее распространённой.

## Первые издания. Проблема текста
При жизни автора трагедия была напечатана трижды в формате кварто (1/4 листа):
- Кварто 1603 года (Q1) («Плохое кварто», «Первое кварто»)
- Кварто 1604 года (Q2) («Хорошее кварто»)
- Кварто 1611 года (Q3) — перепечатка текста 1604 года

После смерти Шекспира «Гамлет» был напечатан в его первом собрании сочинений —
- Инфолио 1623 года (F1) («Первое инфолио»)

Также достойны внимания:
- Кварто 1622 года (Q4), дата приблизительна;
- Кварто 1637 года (Q5) — как и Q3, перепечатка текста 1604 года.

Соответственно, интерес для текстологов представляют три издания: Q1, Q2 и F1. В наше время печатается сводный текст.
Q2 и F1 в основном совпадают, в то время как издание 1603 года вдвое меньше второго кварто.

### Кварто 1603 года
До начала XX века считалось, что Q1 — это первый вариант трагедии. Шекспир, как полагали, затем доработал и дописал произведение, вдвое увеличив его объём. На основе этой гипотезы и строились предположения о творческой истории трагедии. Сегодня мнение о том, что Q1 является первым вариантом трагедии, шекспироведением отвергается.
В эпоху Шекспира книгоиздатели нередко добывали незаконным путём тексты популярных пьес и печатали их без разрешения автора и труппы, которой принадлежала пьеса. Так как театры очень оберегали рукописи пьес, то недобросовестные издатели прибегали к двум приёмам. Один состоял в том, что текст стенографировался во время спектакля и после расшифровки печатался. Второй способ состоял в том, что издатели подговаривали кого-нибудь из второстепенных актёров, состоявших на жалованье, воспроизвести текст пьесы по памяти. Само собой разумеется, что в таких случаях актёр точнее всего мог воспроизвести ту роль, которую он сам исполнял в данной пьесе.
Именно второй способ и был применён двумя издателями, которые опубликовали Q1. Ещё до этого другой издатель, Робертс, зарегистрировал «Гамлета» в Палате книготорговцев. Это было сделано, по-видимому, для того, чтобы воспрепятствовать незаконному, «пиратскому» изданию пьесы. Однако «пиратов», раздобывших текст «Гамлета», это не остановило. Они издали книгу без предварительной регистрации.
Анализ, произведённый при помощи сопоставления Q1 с Q2, показал, что в обоих изданиях до деталей совпадает текст третьестепенного персонажа — Марцелла. Некоторые другие маленькие роли тоже очень точно воспроизведены в Q1, если сравнить их с соответствующими местами текста Q2. Так как известно, что в театре Шекспира на долю одного актёра иногда приходилось исполнение двух-трёх ролей в одной и той же пьесе, то очевидно, что текст первого издания «Гамлета» был создан актёром, игравшим роль Марцелла и другие второстепенные роли в трагедии. Там, где он присутствовал на сцене, он лучше запоминал и речи других персонажей.
Таким образом, кварто 1603 года — не вариант трагедии Шекспира, а её искажённый текст, составленный кем-то, кто использовал при этом отдельные пассажи из дошекспировского «Гамлета».
Однако и эта версия однозначно принята быть не может, так как странно, что некий актёр запомнил многочисленные реплики того же Полония — одного из центральных персонажей, но почему-то назвал его Корамбисом:
Enter Corambis and Ofelia.
Cor. My Lord, the Ambassadors are ioyfully
Return’d from Norway.
King Thou still hast beene the father of good news.
Что касается текстов Марцелла, то Шекспир при создании второго варианта пьесы мог просто не считать нужным корректировать реплики этого второстепенного персонажа.

### Кварто 1604 года
В подзаголовке трагедии указывалось, что в данном издании она «дополнена почти вдвое против прежнего в соответствии с подлинной и точной рукописью» (англ. «Newly imprinted and enlarged to almost as much againe as it was, according to the true and perfect Coppie»). Это наиболее полный текст трагедии. Правда, в нём нет 83 строк, которые можно найти в F1. Но эти сокращения не столь значительны, чтобы обесценить текст второго кварто. У него, правда, есть другие дефекты. По мнению Дж. Довера Уилсона, главный недостаток второго кварто — большое количество всяких опечаток, превращающих местами текст в загадку. Впрочем, значительную часть этих загадок текстологи сумели решить.

### Первое инфолио(1623)
Текст F1 в основном соответствует тексту Q2. Главное различие между этими двумя текстами состоит в том, что в инфолио имеются те строки, которые пропущены в кварто, зато в инфолио отсутствует 230 строк, которые есть в кварто 1604 года. Строк пять, по-видимому, было просто пропущено по недосмотру наборщика, тогда как остальные сокращения, то есть 225 строк, по мнению Дж. Довера Уилсона, свидетельствуют о том, что текст пьесы сокращался для представления на сцене, причём эти сокращения были сделаны самим Шекспиром. Во всяком случае, как он пишет, «сам Шекспир едва ли обошёлся бы с собственными стихами более осторожно». Как бы то ни было, даже это сокращение двухсот с лишним строк из общего количества текста, достигающего почти четырёх тысяч строк, является незначительным. Сюжету оно не наносит никакого ущерба, и лишь в одном случае от этого сокращения страдает идейная сторона пьесы, ибо выпущенным оказался монолог («Как всё кругом меня изобличает…»), в котором Гамлет говорит о назначении человека, утверждая необходимость пользоваться разумом не только для размышлений о жизни, но и для того, чтобы принимать решения и действовать.
По мнению современных исследователей, тексты F1 близки к рукописи Шекспира. Даже сокращения в инфолио не позволяют считать, что перед нами сценический вариант. Пропуски в тексте лишь незначительно сокращают пьесу, и в таком виде она, как и в кварто 1604 года, была слишком велика для спектакля. Как известно, представление в шекспировском театре длилось два — два с половиной часа. Если быстро читать вслух только один текст Q2 или F1 в подлиннике, то это займёт больше времени. Поэтому предполагают, что на сцене шекспировского театра «Гамлет» едва ли шёл полностью в том виде, в каком он дан во втором кварто или в инфолио.

### Современный текст
Текст, который печатается в современных изданиях «Гамлета», представляет собой сводный текст, который воспроизводит всё то, что дано в Q2 и F1. Иначе говоря, читатель нашего времени имеет перед собой гораздо более полный текст, чем тот, по которому знакомились с «Гамлетом» современники Шекспира. Они читали в лучшем случае одно из двух изданий — либо второе кварто, либо инфолио, либо слышали со сцены сокращённый текст.
Современный читатель находится в гораздо более выгодном положении. Ему доступен текст, содержащий всё написанное Шекспиром об истории датского принца. Единственное, чего наука не может сказать читателю, — это в каком точно виде пьеса шла на сцене шекспировского театра.
Деление текста пьесы на акты и сцены не принадлежит Шекспиру. Оба прижизненных кварто, 1603 и 1604 года, вообще не содержат никаких делений. Это было связано с практикой английского театра конца XVI — начала XVII века, когда спектакль шёл непрерывно.
Впервые попытка деления действия на части произведена в инфолио 1623 года. В это время уже возник обычай если не в практике театра, то при печатании пьес делить их на пять актов, согласно драматургической теории классицизма. Это усиленно внедрял современник Шекспира Бен Джонсон. Издатели инфолио 1623 года в этом отношении непоследовательны. В некоторых пьесах они произвели полное разделение на акты и сцены, в других частичное разделение, а в третьих оставили всё без какого бы то ни было членения на отдельные части. В «Гамлете», как он напечатан в инфолио, деление было проведено только до начала второго акта. Дальнейший текст идёт без указаний актов и сцен.
Впервые членение всего текста «Гамлета» на акты было произведено через 60 лет после смерти Шекспира в так называемом «актёрском кварто» «Гамлета» 1676 года.
Принятое в современных изданиях деление трагедий на пять актов с последующим членением актов на отдельные сцены было установлено редактором сочинений Шекспира Н. Роу в его издании 1709 года.
Таким образом, хотя и сохраняется ставшее традиционным членение текста «Гамлета» на акты и сцены, читатель должен помнить, что оно не принадлежит Шекспиру и не применялось в постановке трагедии, как она шла при жизни автора на сцене его театра. Оно не является поэтому обязательным при постановке трагедии на современной сцене.

## Русские переводы
На русский язык трагедия переводилась многократно, начиная с XVIII века. Первые варианты были переделками на основе переводов Гамлета на французский и немецкий язык, но уже в XIX веке появляются переводы пьесы с оригинального текста.
В XIX веке особенной популярностью при постановках в театре пользовался сокращённый перевод Николая Полевого (1837). В настоящее время наиболее известны советские переводы середины XX века — Лозинского и Пастернака. Перевод Пастернака, существующий в нескольких вариантах и интересный с художественной точки зрения, местами довольно сильно отклоняется от оригинала. Его часто критикуют за ошибки и отклонения. Как подытоживает литературный критик Виктор Топоров, «„Гамлета“ у нас принято читать в переводе Лозинского (буквалистическом), а ставить и экранизировать (или озвучивать зарубежные экранизации) в переводе Пастернака (вольном)». В XXI веке было создано более 15 новых переводов «Гамлета» на русский язык, однако прорывом ни один из них не стал.

## Анализ и критика

### История критики пьесы
С самого начала XVII в. пьеса была знаменита благодаря роли призрака и яркому представлению меланхолии и безумства, что привело к большому числу сумасшедших персонажей обоих полов в яковианской и каролинской драме. Оставаясь популярным у массовой публики, «Гамлет, принц датский», рассматривался критиками времён Реставрации XVII в. как примитивная и нерекомендуемая пьеса из-за отсутствия единства и благопристойности. Эти взгляды существенно изменились в XVIII в., когда критики рассматривали Гамлета как героя — чистого, блестящего молодого человека, попавшего в неудачные обстоятельства. К середине XVIII в., однако, подъём готической литературы привёл к появлению психологических и мистических произведений, вернув сумасшествие и призраков на первый план. Критики и исполнители не считали Гамлета сложным или противоречивым персонажем до конца XVIII в.: тогда он либо считался безумным, либо не считался; либо считался героем, либо ему отказывали в героизме — двойственная природа персонажа не предполагалась. Эти изменения уже свидетельствовали о фундаментальном сдвиге в литературной критике, которая больше сконцентрировалась на характере и меньше — на сюжете. К XIX в. романтические критики ценили «Гамлета, принца датского» за его внутренний, личностный конфликт, отражающий сильное внимание в то время к внутренней борьбе и вообще к внутреннему миру человека. Тогда же критики начали концентрироваться на промедлении Гамлета скорее как на черте характера, чем как на двигателе сюжета. Такая точка зрения на характер и внутреннюю борьбу господствовала до XX в., когда критики разделились на различные направления.

### Структура
«Гамлет, принц датский» отошёл от современной ему драматической традиции в нескольких направлениях. Например, в шекспировские времена пьесы обычно должны были следовать совету аристотелевой «Поэтики»: драма должна концентрироваться на сюжете, а не на характерах. В «Гамлете, принце датском» Шекспир делает наоборот таким образом, что публика узнаёт мотивы и мысли Гамлета не через поступки, а через монологи. В пьесе, кажется, множество разрывов и действие её беспорядочно, за исключением версии Плохого кварто. С одной стороны, как в сцене с могильщиками, Гамлет кажется готовым убить Клавдия, но уже в следующей сцене, когда появляется Клавдий, Гамлет вдруг медлит. Учёные по-прежнему спорят, были ли эти повороты ошибками или намеренными добавлениями в пьесу для раскрытия тем смятения и двойственности. В «Гамлете, принце датском» также применяется распространённый шекспировский приём «пьеса внутри пьесы» — причудливое сравнение, в котором одна история рассказывается во время другой.

### Длина
«Гамлет, принц датский» — самая длинная пьеса Шекспира. В издании Риверсайда содержится 4042 строки и 29 551 слово, что обычно требует более чем 4 часов представления на сцене. Пьесу редко играют без сокращений, а фильм, который использует полный текст Шекспира, снят лишь один — это версия 1996 года Кеннета Браны продолжительностью более 4 часов.

### Язык
Язык «Гамлета, принца датского» во многом аристократичен: это продуманная остроумная речь, как и рекомендовал Бальдассаре Кастильоне в своём руководстве по этикету «Придворный» 1528 года. В этом руководстве особо рекомендовалось королевским слугам развлекать своих господ находчивыми речами. Озрик и Полоний особенно чтят это предписание. Речь Клавдия, как и у Гамлета и иногда — Офелии, богата риторическими оборотами, а слог Горацио, офицеров и могильщиков более простой. Высокий статус Клавдия усиливается использованием королевского первого лица множественного числа («мы» или «нас») и анафор с метафорами для аналогии с греческими политическими выступлениями.
Из всех персонажей Гамлет обладает наиболее выдающимися навыками в риторике. Он использует проработанные метафоры, стихомифию и в восьми знаменитых словах умещает и анафору, и бессоюзие: «Умереть, уснуть. Уснуть! / И видеть сны, быть может». Когда же случай того требует, он, наоборот, точен и откровенен, как при объяснении своей матери внутренних эмоций: «То, что во мне, правдивей, чем игра; / А это всё — наряд и мишура». Время от времени он увлекается игрой слов для выражения своих истинных мыслей, в то же время пытаясь скрыть их. Его слова к Офелии про «монастырь» — пример жестокой двусмысленности, так как «монастырями» в елизаветинском сленге называли бордели. Его первая реплика в пьесе — эпифора: когда Клавдий обращается к нему «мой Гамлет, мой племянник милый», Гамлет отвечает в сторону «Племянник — пусть; но уж никак не милый».
Необычный риторический приём гендиадис встречается в нескольких местах в пьесе. Например, в речи Офелии в конце «сцены с монастырём»: «Цвет и надежда радостной державы» и «А я, всех женщин жалче и злосчастней». Многие учёные находят странным, что Шекспир, кажется, произвольно применяет риторические обороты на протяжении пьесы. Одним из объяснений может быть то, что «Гамлет, принц датский» был написан в конце жизни Шекспира, когда он был приверженцем идеи о согласовании риторических приёмов с сюжетом. Лингвист Джордж Т. Райт предполагает, что гендиадис был специально использован для увеличения ощущения двойственности и беспорядка в пьесе. Паулина Кирнан утверждает, что Шекспир навсегда изменил английскую драму «Гамлетом, принцем датским», поскольку показал, как речь персонажа может зачастую говорить одновременно и о нескольких вещах, и о противоречащих мнениях, чтобы отразить оборванные мысли и взволнованные чувства. Она приводит в пример совет Гамлета Офелии «Уйди в монастырь» как отсылку к месту целомудрия и, одновременно, к просторечному наименованию борделя, что отражает смешанные представления Гамлета о том, как должна вести себя Офелия.
Монологи Гамлета также привлекли внимание учёных. Гамлет прерывается, произносит вслух и одобрение себя, и недовольство самим собой и приукрашивает свои собственные слова. Ему сложно выражаться прямо, поэтому он притупляет суть своих мыслей игрой слов. Лишь в конце пьесы, после инцидента с пиратами, Гамлет способен свободно говорить о своих чувствах.

## Коннотации и толкование

### Религиозные
Пьеса была написана во времена религиозного подъёма и на заре английской реформации, поэтому она одновременно и католическая (и подчёркнуто средневековая), и протестантская (и намеренно современная). Призрак заявляет, что он находится в чистилище и умер без соборования. Это, наряду с однозначно католической церемонией погребения Офелии, составляет значительную часть католических коннотаций в пьесе. Некоторые учёные заметили, что английские трагедии возмездия происходят из католических стран, таких как Италия и Испания, где они показывали противоречивость мотивов, поскольку католическое учение требует ставить Бога и семью превыше гражданской справедливости. В таком случае, дилемма Гамлета состоит в решении либо отомстить за своего отца и убить Клавдия, либо оставить месть Богу, как того требует его религия.
Многие из протестантских интонаций пьесы происходят от места её действия в Дании, которая и тогда являлась, и остаётся преимущественно протестантской страной, хотя неясно, совпадает ли образ выдуманной Дании в пьесе с реальными фактами. В диалогах открыто упоминается германский город Виттенберг, где посещали университет Гамлет, Горацио, Розенкранц и Гильденстерн, что намекает на то, что именно в этом городе протестантский реформатор Мартин Лютер в 1517 г. прибил к церковной двери свои «95 тезисов».

### Философские
Гамлет часто воспринимается как философский персонаж, объясняющий идеи, называемые в настоящее время релятивистскими, экзистенциалистскими и скептическими. Например, он выражает субъективистскую идею, говоря Розенкранцу: «нет ничего ни хорошего, ни плохого; это размышление делает всё таковым». Идея о том, что всё реально лишь в голове индивидуума, происходит от греческих софистов, утверждавших, что если ничего не может быть воспринято минуя органы чувств и если все индивидуумы могут чувствовать всё по-своему, то нет и абсолютной истины, а есть лишь относительная истина. Наиболее явным примером экзистенциализма является монолог «Быть или не быть», где Гамлет, по мнению некоторых учёных, использует глагол «быть» как аллюзию на жизнь и действие, а «не быть» — на смерть и бездействие.
«Гамлет, принц датский» отражает современный Шекспиру скептицизм, продвигавшийся французским гуманистом Возрождения Мишелем де Монтенем. До Монтеня такие гуманисты, как Пико делла Мирандола утверждали, что человек — высшее творение Бога, созданное им по своему образу и подобию и способное выбирать свою природу, но данные взгляды впоследствии уступили взглядам Монтеня, изложенным в его «Опытах» 1580 года. Фраза Гамлета «Что за мастерское создание — человек!» выглядит отражением идей Монтеня, и многие учёные размышляли на тему того, позаимствовал ли их Шекспир напрямую у Монтеня или они оба дошли до понимания этого самостоятельно.

### Психоаналитические

#### По Фрейду
Идеи Зигмунда Фрейда относительно «Гамлета, принца датского» были впервые опубликованы в книге «Толкование сновидений» 1899 г. как ссылка в обсуждении трагедии Софокла «Эдип-царь» в рамках рассмотрения причин невроза. Фрейд не даёт всеобъемлющего толкования пьес, но использует обе эти трагедии для иллюстрации и убеждения в верности его психологических теорий, основанных на лечении пациентов и на его исследованиях. В постановках «Гамлета, принца датского» идеи Фрейда применялись избирательно для поддержки собственных интерпретаций. В «Толковании сновидений» Фрейд говорит, что по его опыту «родители играют преобладающую роль в детской душевной жизни всех позднейших психоневротиков» и что «любовь к одному из них и ненависть к другому» — обычные импульсы раннего детства и чрезвычайно важный психический материал для «последующего невроза». Он добавляет, что «своими дружелюбными и враждебными желаниями по отношению к своим родителям» невротики воплощают нечто происходящее менее интенсивно «у большинства детей». По мнению Фрейда, трагедия Софокла «Эдип-царь», изображение отцеубийства и инцеста, «завещала нам чрезвычайно убедительный» в этих идеях «миф, глубокое и всеобъемлющее значение которого становится понятным лишь при помощи установления вышеуказанных черт детской психологии».
Фрейд исследует причину того, что «Эдип-царь» «потрясает современного человека не менее, чем античного грека». Он предполагает, что «всем нам, быть может, суждено направить наше первое сексуальное чувство на мать и первую ненависть и насильственное желание на отца» и что «мы отстраняемся» от человека, осуществившего «такое первобытное детское желание», «со всей силой процесса вытеснения, которое претерпевают с самого детства эти желания в нашей душе».
Эти идеи, ставшие краеугольным камнем психологических теорий Фрейда, он назвал Эдиповым комплексом, но некоторое время называл Гамлетовым комплексом. Фрейд считал, что «Гамлет, принц датский» «покоится» «на том же самом базисе», что и «Эдип-царь». Но «различия в психической жизни» двух цивилизаций, в которых возникли эти трагедии, и «вековой прогресс процесса вытеснения в душевной жизни человечества» всё же обнаруживаются в изменённой обработке одного и того же материала двумя драматургами: в «Эдипе-царе» инцест и убийство всплывают наружу и осуществляются, точно в сновидении, тогда как в «Гамлете, принце датском» эти желания остаются вытесненными и мы узнаём о наличности их вследствие задержки Гамлета в осуществлении мести, хотя он и способен действовать решительно в других обстоятельствах. Фрейд утверждает, что «драма построена на том, что Гамлет колеблется осуществить выпавшую на его долю задачу мести; каковы основы или мотивы этого колебания на этот счёт текст не говорит ничего». Внутренний конфликт «совершенно неясен».
Гамлет способен совершить всё, кроме мести убийце его отца, который к тому же занял место убитого в постели матери: Клавдий подталкивает Гамлета к осознанию его собственных детских желаний. Ненависть, которая должна была бы побудить его к мести, заменяется «самоупрёками и даже угрызениями совести, которые говорят ему, что он сам … не лучше, чем преступник, которого он должен покарать». Фрейд предполагает, что в диалоге с Офелией про «монастырь» половое отвращение Гамлета говорит о том, что он является «истериком».
Фрейд предполагает, что персонаж переживает опыт, имеющий три перечисленные характеристики: 1) «герой не психопат, но становится таковым» в течение пьесы; 2) «вытесненное желание — одно из тех, которые, вероятно, вытеснены у каждого их нас». Такое подавление «относится к начальному этапу нашего личностного развития». Аудитория идентифицирует себя с персонажем Гамлета, потому что «мы все — жертвы одного и того же конфликта»; 3) для театра естественно, что «борьба вытесненного импульса становится осознанной» как у героя на сцене, так и у зрителей, когда они находятся во власти своих эмоций.
Фрейд отмечает, что Гамлет — исключение из типично бесполезных подобных психопатических персонажей на сцене; они «становятся столь же бесполезными на сцене, как и в жизни», потому что они не вызывают понимания или эмпатии у публики, если только ей не знаком хорошо их внутренний конфликт. «Отсюда и задача драматурга по заражению нас той же самой болезнью», считал Фрейд.

#### По Лакану
В 1950-е гг. французский психоаналитик Жак Лакан проанализировал «Гамлета, принца датского» для иллюстрации некоторых из своих идей. Его структуралистские теории о «Гамлете, принце датском» впервые появились в серии семинаров в Париже, позже опубликованных в книге «Желание и его интерпретация в „Гамлете, принце датском“». Лакан считал, что человеческая душа определяется структурами языка и что лингвистические структуры «Гамлета, принца датского» проливали свет на человеческое желание. Его отправной точкой стали фрейдовские Эдиповы теории и центральная тема грусти — лейтмотив «Гамлета, принца датского». В анализе Лакана Гамлет бессознательно играет роль символического атрибута Другого, и в этом причина его бездействия, он всё больше отдаляется от реальности из-за «грусти, фантазий, нарциссизма и психоза», которые разъедают реальный, воображаемый и символический аспекты своей же души. Альтернативное видение пьесы Лаканом и его использование семантики для исследования психологического состояния повлияли на некоторых позднейших литературных критиков «Гамлета, принца датского».

### Политологические
Гамлет недоволен сложившейся ситуацией в престолонаследии: он неоднократно упрекает королеву-мать либо в потворстве жажде власти своего дяди, либо в политической близорукости, намекая ей, что Клавдий не поступится моральными принципами ради своих экономических интересов и, по сути, опасен. Недовольство Гамлета не может не быть связано с желанием самому взойти на трон как сыну и наследнику убитого короля. В этом подчёркивается нестабильность такой системы престолонаследия, когда трон переходит по очереди к самому старшему из живущих представителей правящей семьи, а не к старшему из детей. При таком положении во власти новый ребёнок, который мог родиться у Клавдия от Гертруды или от последующей жены, мог стать королём после Клавдия, а ветвь Гамлета была бы отстранена от престолонаследия. Гертруда в таком случае была бы лишь механизмом восшествия на престол. Такое положение Гамлета устраивать не могло и он тем самым упрекает Гертруду, свою мать, в полном безразличии к его политической судьбе, а возможно и к его, Гамлета, жизни.
Также Гамлета возмущает и сложившаяся роль женщин в политике страны — возможность через брак с королевой-вдовой наследовать престол, зависимость положения принца от решений своей матери: вступить или не вступать в новый брак — то есть фактический матриархат вопреки формальному нахождению у власти мужчин.
Отношение Гамлета к Офелии также проходят через призму роли женщин в политической системе. Классическое описание судьбы Офелии заключается в том, что, будучи в течение всей жизни окружена мужчинами из властных кругов, она почти в одночасье лишается поддержки каждого из них (отца убивают, брат уезжает за границу, парень «сходит с ума» и отрекается от неё), что приводит её к умопомешательству и в итоге к смерти в реке. Феминисты (Элейн Шоуолтер) считают чувства Офелии к Гамлету чисто половыми и объясняют её гибель по Фрейду: она покончила с собой по причине угрызений совести за убийство её возлюбленным её отца, чего она подсознательно втайне сама желала. Однако если бы у Офелии и были какие-либо романтические чувства к Гамлету, то представляются совсем иные её действия по отношению к принцу в такой ситуации — признание в чувствах, признание в том, что отказалась от его подарков по наущению отца. Умопомешательство в данных обстоятельствах скорее говорит об отсутствии перед ней обозримых перспектив и сохранения статуса, и жизнь свою с Гамлетом она уже не связывает, не воспринимая и самого Гамлета как политическую и статусную фигуру после открытий о намерениях его убить по дороге в Англию. Таким образом, Офелия, если и принимала от принца подарки до объявления его сумасшедшим, то из-за статуса принца в августейшей семье и потенциальных выгод от этого. Потерявший же авторитет и политический вес принц перестал её интересовать и не воспринимался ею как опора в будущем. Офелия не могла не понимать, что брак её с сыном короля был невозможен в силу её статуса как придворной, тогда как владетельные семьи в Дании заключали браки лишь с представителями таких же владетельных домов. В силу этого, упоминаемые отношения с принцем Гамлетом были не более, чем сознательным хладнокровным использованием его симпатии к ней в политических целях Полония и Клавдия.

## Постановки

### На английском языке
Наиболее вероятная дата первой постановки — 1600—1601 годы (театр «Глобус», Лондон). Первый исполнитель заглавной роли — Р. Бёрбедж; Шекспир играл тень отца Гамлета. После Бёрбеджа прославленным исполнителем роли Гамлета в XVII веке был Беттертон (впервые — в 1661, театр Линкольне Инн Филдс, Лондон; в последний раз — в 1709, театр Друри-Лейн, там же).
- 1963 год — Королевский национальный театр на сцене театра Олд Вик, режиссёр Лоренс Оливье. Гамлет — Питер О'Тул, Клавдий — Майкл Редгрейв, Офелия — Розмари Харрис, Лаэрт — Дерек Джекоби, в массовке играл Майкл Гэмбон. Первая постановка образованной труппы Национального театра Великобритании.[26]
- 1975—1976 годы — Королевский национальный театр, режиссёр Питер Холл. Гамлет — Альберт Финни, Клавдий — Денис Квилли, Гертруда — Анджела Лэнсбери, Лаэрт — Саймон Уорд, Офелия — Сюзан Флитвуд. Последняя постановка труппы Королевского театра Великобритании на сцене Олд Вик и первая — в законченном здании на Саут-Банк.
- 1976 год — театр Вивиан Бомон (Бродвей), режиссёр Майкл Рудман. Гамлет — Сэм Уотерстон, Гертруда — Джейн Александер.
- 1980 год — театр Ройал-Корт, режиссёр Ричард Эйр. Гамлет — Джонатан Прайс (Премия Лоренса Оливье).
- 1989 год — Королевский национальный театр, режиссёр Ричард Эйр. Гамлет — Дэниел Дэй-Льюис, Гертруда — Джуди Денч. Постановка стала печально известна случаем, когда у Дэй-Льюиса прямо во время представления случился нервный срыв (предположительно, во время сцены общения Гамлета с призраком своего отца, актёру показалось, что он видит призрак собственного отца и говорит с ним). Он покинул сцену, не доиграв спектакль. Позднее Дэй-Льюис отрицал, что общался с призраком непосредственно, скорее «метафорически». С тех пор Дэниел Дэй-Льюис больше никогда не играл в театре.[27] В тот вечер роль Гамлета исполнял его подменяющий актёр Джереми Нортэм, изначально игравший Лаэрта.[28] На замену Дэй-Льюису был приглашён Иэн Чарлсон, однако слабое здоровье не позволяло ему играть каждый вечер, чаще на сцене был всё тот же Нортэм. Гамлет стал последней ролью Чарлсона, он скончался спустя три недели после финального спектакля.
- 1994 год — театр Гилгуд, режиссёр Питер Холл. Гамлет — Стивен Диллэйн, Клавдий — Майкл Пеннингтон.
- 1995 год — Беласко (Бродвей), режиссёр Джонатан Кент. Гамлет — Рэйф Файнс (премия Тони 1995 года), Гертруда — Франческа Аннис, Офелия — Тара Фицджеральд, Лаэрт — Дэмиэн Льюис, Фонтибрас — Руперт Пенри-Джонс.[29]
- 2004 год — Олд Вик, режиссёр Тревор Нанн. Гамлет — Бен Уишоу, Гертруда — Имоджен Стаббс, Лаэрт — Рори Киннир.[30]
- 2008 год — Королевская шекспировская компания, режиссёр Грегори Доран. Гамлет — Дэвид Теннант, Клавдий/Призрак — Патрик Стюарт (Премия Лоренса Оливье), Полоний — Оливер Форд Дэвис.[31]
- 2009 год — Donmar Warehouse на сцене театра Уиндхэмс, режиссёр Майкл Грандадж. Гамлет — Джуд Лоу, Гертруда — Пенелопа Уилтон, Офелия —Гугу Мбата-Роу.[32]
- 2010 год — Королевский национальный театр, режиссёр Николас Хайтнер. Гамлет — Рори Киннир, Офелия — Рут Негга, Гертруда — Клэр Хиггинс.[33]
- 2015 год — Барбикан, режиссёр Линдси Тёрнер. Гамлет — Бенедикт Камбербэтч, Клавдий — Киаран Хайндс.[34]
- 2017 год
  - Королевская академия драматического искусства (RADA), режиссёр Кеннет Брана. Гамлет — Том Хиддлстон. Ограниченный показ с целью собрать средства для RADA.[35]
  - Театр «Алмейда» и театр Гарольда Пинтера, режиссёр Роберт Айк. Гамлет — Эндрю Скотт, Гертруда — Джульет Стивенсон, Офелия — Джессика Браун Финдлей, Лаэрт — Люк Томпсон.[36] Запись спектакля была показана по телеканалу BBC 2 31 марта 2018 года.

### В мире
За пределы Англии, в частности в Германию и Австрию, пьеса была первоначально завезена в XVII веке английскими комедиантами, игравшими трагедию на английском языке в далёких от подлинника переделках. Первое представление на немецком языке — 16 января 1773 года в Венском придворном театре (переделка Хейфельда; Гамлет — Ланге, Офелия — Тойтшер); 20 сентября 1776 года — в Гамбургском театре, а в январе следующего года в Ганноверском театре была поставлена переделка Л. Ф. Шрёдера (Гамлет — Брокман, Офелия — Д. Аккерман).
Из первых переводов на французский язык известен перевод А. Дюма-отца и П. Мериса (1847), поставленный в том же году в Комеди Франсез. В 1899 году специально для театра Сары Бернар был сделан новый перевод и адаптация текста на французский. Бернар сама сыграла заглавную роль, став одной из первых известных женщин, решившихся на исполнение этого героя.

### Постановки в Российской империи
Первые переводы европейских классических пьес для русской сцены, как правило, не просто переводились, а заодно существенно переделывались. Так случилось и с «Гамлетом».
Авторство первой русской переделки пьесы принадлежит А. П. Сумарокову (1748). Но эта переделка совершенно далека от оригинала. Пьеса была поставлена в 1750 году в Петербурге на Императорской сцене воспитанниками сухопутного шляхетского корпуса. В постановке 1757 года были заняты: Гамлет — Дмитревский, Офелия — Троепольская, Клавдий — Ф. Волков, Гертруда — Волкова, Полоний — Гр. Волков.
Затем (1810) С. Висковатов сделал первый русский перевод-переделку пьесы с французского языка (перевода-переделки Дюси), которая в свою очередь была переделкой пьесы Шекспира. Постановка относится к 1810 году в Петербурге, роли исполняли: Гамлет — Яковлев, Офелия — Семёнова, Гертруда — Каратыгина. Таким образом, самым первым исполнителем шекспировского Гамлета на русской сцене стал Алексей Семёнович Яковлев.
- 22 января 1837 года — Малый театр, Москва, в переводе Н. А. Полевого: Гамлет — Мочалов, Клавдий — Козловский, Гертруда — Львова-Синецкая, Полоний — Щепкин, Офелия — Орлова, Лаэрт — Самарин, тень отца Гамлета — Максимов, могильщики — Орлов и Степанов, 1-й актёр — Волков.

Среди исполнителей последующих постановок в Малом театре: Гамлет — Леонидов, Ленский, Самарин, Вильде, Южин; Офелия — Ермолова, Федотова, Яблочкина; Полоний — С. Шумский, Правдин.
- 1837 год — Александринский театр (Гамлет — Каратыгин, Клавдий — Брянский, Гертруда — Вальберхова Полоний — Сосницкий, Офелия — Асенкова, Лаэрт — Григорьев 1-й, Горацио — Каратыгин 2-й, 1-й могильщик — Воронов и др.).

Среди исполнителей последующих постановок в Александринском театре: Гамлет — Максимов 1-й, В. Самойлов, Далматов, Дальский, Дарский, Аполлонский, Ходотов, Глаголин; Офелия — Савина, Жулева, Анненская, Бернар, Дюжикова 2-я, Комиссаржевская; Гертруда — Абаринова, Дюжикова 1-я, Свободина-Барышева; Лаэрт — Аполлонский, Юрьев, Ходотов; 1-й могильщик — Варламов, Шевченко.
- 1882 год — Пушкинский театр, Москва (Гамлет — Иванов-Козельский);
- 1908 год — Передвижной театр под руководством Гайдебурова и Скарской, Петербург (режиссёр Таиров, художник Тир, композитор Кудрявцев, Гамлет — Гайдебуров; спектакль возобновлялся в 1910, 1919, 1922 годах).
- 23 декабря 1911 года — МХТ, (перевод Кронеберга, постановщик и художник Крэг, режиссёры Станиславский и Суллержицкий, костюмы Сапунова, композитор Сац; Гамлет — Качалов, Клавдий — Массалитинов, Гертруда — Книппер, Смирнова-Алеева, Бутова; Полоний — Лужский, Офелия — Гзовская, Барановская, Розенкранц и Гильденстерн — Воронов и Сушкевич, Горацио — К. Хохлов, Лаэрт — Болеславский, 1-й могильщик — Грибунин, Александров, актёры — Вишневский, Вахтангов, Афонин).

Кроме того, в обеих российских столицах постоянно гастролировали европейские труппы, неоднократно ставившие на своих подмостках шекспировскую трагедию. В частности, 9 февраля 1891 года в Михайловском театре в бенефисе Л. Гитри состоялось исполнение «Гамлета» французской труппой. Музыка для этого спектакля была написана П. И. Чайковским.
Пьеса также широко ставилась российскими провинциальными антрепризами.

### Постановки в советский период
- 1919 — Академический театр драмы в Петрограде. Гамлет — Николай Ходотов, Офелия — Мария Ведринская
- 1924 — МХАТ-2. Режиссёры Валентин Смышляев, Владимир Татаринов и Александр Чебан, художник Михаил Либаков, композитор Николай Рахманов; Гамлет — Михаил Чехов, Клавдий — Александр Чебан, Гертруда — Соловьёва, Офелия — Мария Дурасова (в 1926—1928 годах — Мария Скрябина-Татаринова), Лаэрт — Иван Берсенев.
- 1926, 22 декабря — Азербайджанский государственный театр. Режиссёры Александр Туганов, Джафар Джаббарлы; Гамлет — Аббас-Мирза Шарифзаде, Полоний — Мустафа Марданов, Клавдий — Сулейман Салимбеков, Гертруда — Марзия Давудова, Офелия — Ева Оленская.
- 1932, 19 мая — Театр имени Е. Б. Вахтангова. Режиссёр и художник Николай Акимов. Гамлет — Анатолий Горюнов, Клавдий — Рубен Симонов, Гертруда — Анна Орочко, Офелия — Валентина Вагрина, Лаэрт — Шихматов, Полоний — Щукин, Розенкранц — Иосиф Рапопорт и Александр Граве, Фортинбрас — Владимир Москвин, Горацио — Александр Козловский, Гильденстерн — Константин Миронов, Священник — Николай Бубнов, Марцелл — Александр Хмара, Бернардо — Михаил Державин, Франциско — Николай Смирнов, Актёр-Король — Николай Яновский, Актёр-Королева — Андрей Тутышкин, Актёр-Луциан — Дмитрий Журавлёв, Администратор бродячей труппы — Иван Каширин, 1-й могильщик — Владимир Балихин, 2-й могильщик — Освальд Глазунов, Капитан Фортинбраса — Виктор Эйхов, Английский посол — Борис Королёв, Вольтиманд — Борис Лебедев, Пират — Владимир Москвин.
- 1937 — Горьковский областной театр драмы. Режиссёр Николай Собольщиков-Самарин; Гамлет — Анатолий Дубенский.
- 1938 — Театр под руководством С. Э. Радлова, Ленинград. Режиссёр Сергей Радлов, художник Владимир Дмитриев, композитор Сергей Прокофьев; Гамлет — Дмитрий Дудников, Борис Смирнов, Клавдий — П. Н. Всеволожский, А. И. Булыгин, Гертруда — В. В. Сошальская, Офелия — Т. И. Певцова, Н. Д. Владимирова, Лаэрт — Борис Смирнов, Горацио — Г. И. Калашников, Розенкранц — Е. К. Забиякин, Гильдестерн — К. Уссаковский, Полоний — С. И. Фёдоров, Призрак — Г. И. Еремеев.
- 1941 — Воронежский государственный драматический театр. Режиссёр Валерий Бебутов, художник Виктор Герасименко; Гамлет — Поляков.
- 1946 — Театр им. Я. Коласа, Витебск. Режиссёр Валерий Бебутов, художник Бебутова; Гамлет — Павел Молчанов, Клавдий — Звездочётов, Полоний — Александр Ильинский, Офелия — Беленькая.
- 1954 — Ленинградский театр драмы им. Пушкина. Режиссёр Григорий Козинцев, художник Натан Альтман, композитор Дмитрий Шостакович; Гамлет — Бруно Фрейндлих, Клавдий — Константин Скоробогатов, Гертруда — Наталия Рашевская, Полоний — Юрий Толубеев, Офелия — Нина Мамаева.
- 1954 — Московский театр им. Маяковского. Режиссёр Николай Охлопков, перевод М. Лозинского, художник Вадим Рындин, музыкальное оформление — фрагменты из произведений П. И. Чайковского и др., танцы — Владимир Бурмейстер; Гамлет — Евгений Самойлов, позднее Михаил Козаков, Эдуард Марцевич, Клавдий — Григорий Кириллов, Владимир Любимов, Гертруда — Галина Григорьева, Полоний — Лев Свердлин, Сергей Морской, Офелия — Мария Бабанова, Галина Анисимова, Лаэрт — Григорий Абрикосов, Александр Холодков, Константин Лылов, Горацио — Сергей Лукьянов.
- 1963 — моноспектакль Владимира Рецептера (постановщик и исполнитель), в 1970 году записан на радио.[38]
- 1971 — Театр на Таганке. Режиссёр Юрий Любимов, перевод Б. Пастернака, художник Давид Боровский; Гамлет — Владимир Высоцкий, Гертруда — Алла Демидова, Клавдий — Вениамин Смехов, Александр Пороховщиков, Полоний — Лев Штейнрайх, Офелия — Наталия Сайко, Лаэрт — Иван Бортник
- 1977 — Театр им. Ленинского комсомола. Режиссёр Андрей Тарковский, художник Тенгиз Мирзашвили, композитор — Эдуард Артемьев; Гамлет — Анатолий Солоницын, Гертруда — Маргарита Терехова, Клавдий — Владимир Ширяев; Офелия — Инна Чурикова, Полоний — Всеволод Ларионов, Лаэрт — Николай Караченцов, Могильщик — Виктор Проскурин.
- 1984 — Театр на Юго-Западе. Режиссёр Валерий Белякович. Гамлет — Виктор Авилов.
- 1986, 13 июня — Театр им. Ленинского комсомола. Режиссёр Глеб Панфилов, художник Олег Шейнцис, композитор — Алексей Рыбников; Гамлет — Олег Янковский (затем, с 1991 — Дмитрий Певцов), Гертруда — Инна Чурикова, Клавдий — Александр Збруев, Полоний — Михаил Козаков, Офелия — Александра Захарова.
- 1991, 17 декабря — Челябинский театр юного зрителя. Режиссёр Валерий Рыбаков.

### Постановки в Российской Федерации
- 1994 — «Сны Гамлета», Новосибирский городской драматический театр п/р С. Афанасьева. Реж. Сергей Афанасьев, В главной роли Александр и Юрий Дроздовы. Премьера состоялась 4 июля.
- 1998 — «Гамлет», Российский государственный театр «Сатирикон» имени Аркадия Райкина. Режиссёр-постановщик Роберт Стуруа. Гамлет — Константин Райкин, Клавдий — Александр Филиппенко, Гертруда — Лика Нифонтова, Офелия — Наталия Вдовина. Премьера 7 июля 1998 года. Последний спектакль 17 мая 2002 года.
- 2002 — «Гамлет», Алтайский краевой театр драмы имени В. М. Шукшина. Режиссёр-постановщик Андрей Лапиков. Гамлет — Эдуард Тимошенко, Клавдий — Михаил Переверзев, Гертруда — Галина Зорина, Офелия — Елена Адушева, Полоний — Георгий Обухов. Премьера 4 июля 2002 года. Был в репертуаре до 2012 года.
- 2006 — МХТ им. А. Чехова. Реж. — Юрий Бутусов, Гамлет — Михаил Трухин, Гертруда — Марина Голуб, Клавдий — Константин Хабенский, Полоний — Михаил Пореченков.
- 2007 — «Коляда-театр». Екатеринбург. Реж. — Николай Коляда, Гамлет — Олег Ягодин, Гертруда — Ирина Ермолова, Клавдий — Антон Макушин, Офелия — Василина Маковцева, Полоний — Сергей Колесов, Первый актёр — Сергей Фёдоров.
- 2008 — Саратовский театр драмы имени И. А. Слонова. Реж. — Марина Глуховская, Гамлет — Александр Каспаров, премьера состоялась 19 апреля 2008 года
- 2010 — Российский государственный академический театр драмы им. А. С. Пушкина Реж. Валерий Фокин, Гамлет — Дмитрий Лысенков
- 2012 — спектакль «Полоний» по мотивам Гамлета, «Политеатр» (в здании Политехнического музея), режиссёр Слава Випзон, Полоний — Владислав Мамышев-Монро, премьера состоялась 21 декабря 2012 года[39].
- 2013 — «Гамлет | Коллаж» Театр Наций. Реж. Робер Лепаж. Все роли в спектакле исполняет Евгений Миронов.
- 2013 — Театр имени Ермоловой. Реж. — Валерий Саркисов, Гамлет — Александр Петров.
- 2014 — «Трагическая история Гамлета, принца Датского», театр-студия «Горизонт» (Москва). Перевод и постановка Виталия Поплавского. Гамлет — Денис Козлов, Полоний — Максим Глотов, Клавдий; Тень отца Гамлета — Роман Шахов.
- 2015 — «HAMLET/mousetrap», Норильский Заполярный театр драмы имени Вл. Маяковского. Реж. Анна Бабанова, в ролях: Олег Корныльев — Гамлет, Сергей Ребрий — Клавдий, Призрак, Нина Валенская — Гертруда, Александр Глушков — Полоний, Алексей Ковригин — Фортинбрас.
- 2016 — Рязанский областной театр драмы, режиссёр Карен Нерсисян.
- 2016 — «Гамлет. NEXT» — игра в готический триллер, Ачинский драматический театр, реж. Дмитрий Нуянзин.
- 2016 — «Гамлет.eXistenZ» — Камерный театр Малыщицкого — реж. Пётр Шерешевский
- 2016 — Малый драматический театр — Театр Европы. Реж. — Лев Додин, Гамлет — Данила Козловский.
- 2017 — Санкт-Петербургский академический театр имени Ленсовета, Реж. — Юрий Бутусов, Гамлет — Лаура Пицхелаури.
- 2017 — «Гамлет. Очная ставка», Театральный проект «Пустое пространство». Реж. — Елена Кузина, Гамлет — Игорь Стам, Клавдий — Эдуард Флёров, Гертруда — Мария Глазкова, Офелия — Мария Синяева, Шут, Могильщик, Полоний, Лаэрт — Дамир Бахтиев. Премьера состоялась 9 декабря 2017 года.
- 2019 — «Гамлет. Драматический конструктор». Электротеатр Станиславский. Авторы: Дмитрий Борисов, Мария Дорогова, Илья Козин, Вячеслав Корниченко, Анастасия Нефёдова, Александр Новицкий, Денис Прутов, Светлана Сатаева.
- 2020 — «Гамлет», Молодёжный театр Алтая. Режиссёр-постановщик Татьяна Безменова. Гамлет — Андрей Потереба, Клавдий — Андрей Воробьёв, Гертруда — Галина Чумакова, Офелия — Виолетта Дьякова, Полоний — Александр Чумаков. Премьера 24 сентября 2020 года.
- 2021 — «Гамлет. Попытка прочтения», Заслуженный коллектив Алтайского края народный театр «Зурбаган». Режиссёры-постановщики Лилия Кирьякова, Владимир Крылов. Гамлет — Иван Кудрявцев / Иван Фоненштиль, Клавдий — Владимир Крылов, Гертруда — Ольга Иванова / Яна Борисова, Офелия — Елизавета Бурденко / Софья Бойкова, Полоний — Сергей Соловьёв / Дмитрий Бутаков. Премьера 11 апреля 2021 года.
- 2021 — «Гамлет». Санкт-Петербургский театр «Русская антреприза» имени Андрея Миронова. Автор прозаического перевода Ростислав Орёл. Режиссёр-постановщик Влад Фурман. Художник-постановщик Олег Молчанов. Художник по костюмам Гала Филатова. Гамлет — Алексей Фурманов, Клавдий — Сергей Русскин, Гертруда — Нелли Попова, Офелия — Полина Севастьянихина / Анастасия Квитко, Полоний — Ростислав Орёл, Горацио — Дмитрий Кушнерёв, Лаэрт — Александр Васильев/Филипп Чевычелов, Шуты — Павел Филиппов, Вадим Франчук. Премьера 20 ноября 2021 года.
- 2024 — «Гамлет». Казанский большой драматический театр имени В. И. Качалова. Режиссёр-постановщик Александр Славутский. Гамлет — Павел Лазарев, Клавдий — Илья Славутский, Гертруда — Елена Ряшина, Офелия — Регина Габбазова, Полоний — Илья Скрябин. Премьера 12 апреля 2024 года.

## Экранизации
«Гамлет» экранизировался множество раз:
| Год       | Страна                        | Название                                                                               | Оригинальное название                                            | В роли Гамлета                                          | Режиссёр                                                   |
| --------- | ----------------------------- | -------------------------------------------------------------------------------------- | ---------------------------------------------------------------- | ------------------------------------------------------- | ---------------------------------------------------------- |
| 1900      | Франция                       | Дуэль Гамлета                                                                          | Le Duel d’Hamlet                                                 | Сара Бернар                                             | Морис Клеман                                               |
| 1907      | Франция                       | Гамлет                                                                                 | Hamlet                                                           | возможно Жорж Мельес                                    | Жорж Мельес                                                |
| 1908      | Италия                        | Гамлет                                                                                 | Amleto                                                           |                                                         | Марио Казерини                                             |
| 1908      | Франция                       | Гамлет                                                                                 | Hamlet                                                           | Жак Гретийя                                             | Анри Лефонтен                                              |
| 1908      | Италия                        | Гамлет                                                                                 | Amleto                                                           |                                                         | Луча Комерио                                               |
| 1910      | Франция                       | Гамлет                                                                                 | Hamlet                                                           | Жан Муне-Сюлли                                          | Жерар Буржуа                                               |
| 1910      | Италия                        | Гамлет                                                                                 | Amleto                                                           | Данте Капелли                                           | Марио Казерини                                             |
| 1910      | Великобритания                | Гамлет                                                                                 | Hamlet                                                           | Чарльз Рэймонд                                          | Уильям Баркер, Чарльз Рэймонд                              |
| 1911      | Дания                         | Гамлет                                                                                 | Hamlet                                                           | Альвин Неусс                                            | Аугуст Блом                                                |
| 1912      | Великобритания                | Гамлет                                                                                 | Hamlet                                                           | Чарльз Рэймонд                                          | Чарльз Рэймонд                                             |
| 1912      | Россия                        | Гамлет                                                                                 |                                                                  |                                                         |                                                            |
| 1913      | Великобритания                | Гамлет                                                                                 | Hamlet                                                           | Джонстон Форбс-Робертсон                                | Хэй Пламб                                                  |
| 1914      | Великобритания                | Гамлет                                                                                 | Hamlet                                                           | Эрик Уильямс                                            |                                                            |
| 1914      | Италия                        | Гамлет                                                                                 | Amleto                                                           | Хэмилтон Ревелл                                         | Артуро Амбросио                                            |
| 1915      | Россия                        | Гамлет                                                                                 |                                                                  | возможно, Павел Орленев                                 |                                                            |
| 1915      | США                           | Гамлет                                                                                 |                                                                  | Джонстон Форбс-Робертсон                                | сокращённая версия британского фильма 1913 года            |
| 1917      | Италия                        | Гамлет                                                                                 | Amleto                                                           | Руджеро Руджери                                         | Элеутерио Родольфи                                         |
| 1919      | Великобритания                | Гамлет (мультфильм)                                                                    | 'Amlet                                                           |                                                         | Энсон Дайер                                                |
| 1919      | Великобритания                | Офелия (мультфильм)                                                                    | Oh’phelia                                                        |                                                         | Энсон Дайер                                                |
| 1921      | Германия                      | Гамлет                                                                                 | Hamlet                                                           | Аста Нильсен                                            | Свен Гейд &Хайнц Шелл                                      |
| 1928      | Индия                         | Гамлет (Самое грязное убийство)                                                        | Khoon-E-Nahak (Murder Most Foul)                                 |                                                         | Дада Атхавале                                              |
| 1933      | США                           | Гамлет: акт 1, сцены IV и V                                                            | Hamlet, Act I: Scenes IV and V                                   | Джон Берримор                                           | Маргарет Керрингтон, Роберт Эдмонд Джонс                   |
| 1935      | Индия                         | Быть или не быть (Кровь за кровь)                                                      | Khoon Ka Khoon                                                   | Сохраб Моди                                             | Сохраб Моди                                                |
| 1942      | США                           | Быть или не быть                                                                       | To Be or Not to Be                                               | Кэрол Ломбард                                           | Эрнст Любич                                                |
| 1947      | Великобритания                | Гамлет (ТВ)                                                                            | Hamlet                                                           | Джон Байрон                                             | Бейзил Адамс                                               |
| 1948      | Великобритания                | Гамлет                                                                                 | Hamlet                                                           | Лоренс Оливье                                           | Лоренс Оливье                                              |
| 1952      | Италия                        | Гамлет (комедийная пародия)                                                            | Io, Amleto                                                       | Эрминио Макарио                                         | Джорджо Симонелли                                          |
| 1953      | США                           | Гамлет (ТВ) (Зал славы Hallmark)                                                       | Hamlet                                                           | Морис Эванс                                             | Альберт МакКлири                                           |
| 1953      | Бразилия                      | Гамлет (эпизод телесериала ТВ Авангард)                                                | Hamlet                                                           | Лима Дуарте                                             | Дионисио Азеведу                                           |
| 1954      | Индия                         | Гамлет                                                                                 | Hamlet                                                           | Кишор Саху                                              | Кишор Саху                                                 |
| 1955      | Канада                        | Гамлет (ТВ)                                                                            | Hamlet                                                           | Ллойд Бокнер                                            | Эпизод сериала «Сфера»                                     |
| 1955      | Швеция                        | Гамлет (ТВ)                                                                            | Hamlet                                                           | Бенгт Экерот                                            | Альф Шёберг                                                |
| 1955      | Италия                        | Гамлет (ТВ)                                                                            | Amleto                                                           | Витторио Гассман                                        | Клаудио Фино                                               |
| 1956      | Великобритания                | Гамлет (эпизод телесериала ITV Пьеса недели                                            | Hamlet                                                           | Пол Скофилд                                             | Питер Брук, Стюарт Лэтэм                                   |
| 1959      | США                           | Гамлет (эпизод телесериала Шоу месяца Дюпона)                                          | Hamlet                                                           | Джосс Экленд                                            | Ральф Нельсон                                              |
| 1959      | Германия                      | Остальное — молчание                                                                   | Der Rest ist Schweigen                                           | Харди Крюгер — Джон Клаудиус (современный Гамлет)       | Хельмут Койтнер. Современная интерпретация пьесы Шекспира  |
| 1960      | Германия                      | Гамлет: принц датский (ТВ)                                                             | Hamlet, Prinz von Dänemark                                       | Максимилиан Шелл                                        | Франц Петер Вирт                                           |
| 1960      | Япония                        | Плохие спят спокойно                                                                   | 悪い奴ほどよく眠る                                               | Тосиро Мифунэ — Коити Ниси (современный Гамлет)         | Акира Куросава. Современная интерпретация пьесы Шекспира   |
| 1960      | Польша                        | Гамлетик                                                                               | Hamles                                                           |                                                         | Ежи Сколиновский. Современная интерпретация пьесы Шекспира |
| 1961      | Великобритания                | Гамлет (телесериал)                                                                    | Hamlet                                                           | Бэрри Фостер                                            | Татьяна Ливен                                              |
| 1962      | Бельгия                       | Гамлет                                                                                 | Hamlet                                                           |                                                         |                                                            |
| 1963      | Франция                       | Офелия                                                                                 | Ophélia                                                          | Андре Жослин —Иван Лесуф (современный Гамлет)           | Клод Шаброль                                               |
| 1964      | Великобритания                | Гамлет в Эльсиноре                                                                     | Hamlet at Elsinore                                               | Кристофер Пламмер                                       | Филип Савилл                                               |
| 1964      | СССР                          | Гамлет                                                                                 |                                                                  | Иннокентий Смоктуновский                                | Григорий Козинцев                                          |
| 1964      | США                           | Гамлет                                                                                 | Richard Burton’s Hamlet                                          | Ричард Бёртон                                           | Билл Коллеран, Джон Гилгуд                                 |
| 1964      | Аргентина                     | Гамлет (эпизод телесериала «Театр тринадцать» ./ Teatro Trece                          | Hamlet                                                           | Альфредо Алькон                                         | Давид Стивелл                                              |
| 1964      | Гана                          | Гамлет                                                                                 | Hamile                                                           | Кофи Миддетан-Мендс                                     | Терри Бишоп                                                |
| 1964      | США                           | Гамлет                                                                                 | Hamlet                                                           |                                                         | Брюс Минникс, Джозеф Папп                                  |
| 1964      | Испания                       | Принц по имени Гамлет (эпизод телесериала «Наш друг — книга» / Nuestro amigo el libro) | Un príncipe llamado Hamlet                                       |                                                         | Джерардо Н. Миро                                           |
| 1964      | Испания                       | Гамлет {эпизод из сериала «Большой театр» / Gran teatro                                | Hamlet                                                           | Хулиан Матеос                                           | Маркос Рейс                                                |
| 1967      | Югославия                     | Гамлет (сериал)                                                                        | Sedam Hamleta                                                    |                                                         | Петар Банићевић                                            |
| 1967      | Греция                        | Он хотел быть королём                                                                  | Ithele na ginei vasilias                                         |                                                         | Ангелос Теодоропулос                                       |
| 1968      | Италия                        | Джонни Гамлет (Эта грязная история на Западе) (спагетти-вестерн)                       | Quella sporca storia nel west                                    | Андреа Джордана — Джонни Гамильтон (современный Гамлет) | Энцо Дж. Кастеллари                                        |
| 1969      | Великобритания                | Гамлет                                                                                 | Hamlet                                                           | Никол Уильямсон                                         | Тони Ричардсон                                             |
| 1969      | СССР                          | Гамлет (фильм-балет). Музыка Дмитрия Шостаковича                                       |                                                                  | Марис Лиепа                                             | Сергей Евлахишвили                                         |
| 1970      | Великобритания · США          | Гамлет (эпизод телесериала Театр субботнего вечера на ITV)                             | Hamlet                                                           | Ричард Чемберлен                                        | Питер Вуд                                                  |
| 1970      | Великобритания · США          | Гамлет                                                                                 | Hamlet                                                           | Иэн Маккеллен                                           | Дэвид Гайлз                                                |
| 1970      | Финляндия                     | Гамлет                                                                                 | Hamlet                                                           | Ханну Кахакорпи                                         | Джотааркка Пеннанен                                        |
| 1970      | Испания                       | Гамлет. принц датский (эпизод телесериала Студия 1                                     | Hamlet príncipe de Dinamarca                                     | Эмилио Гутьеррес Каба                                   | Клаудио Герин                                              |
| 1970      | Бразилия                      | Наследие (современная адаптация пьесы)                                                 | A Herança                                                        | Давид Кардозу                                           | Озуальдо Рибейро Кандейяс                                  |
| 1972      | Испания · Франция             | В пыли солнца (современная адаптация пьесы)                                            | Dans la poussière du soleil                                      | Даниэль Беретта — Хавк Бредфорд современный Гамлет      | Ришар Бальдуччи                                            |
| 1972      | Бразилия                      | Игра жизни и смерти                                                                    | O Jogo da Vida e da Morte                                        |                                                         | Марио Куперман]]                                           |
| 1973      | Италия                        | За вычетом Гамлета (современная адаптация пьесы)                                       | Un Amleto di meno                                                | Кармело Бене — современный Гамлет                       | Кармело Бене                                               |
| 1973      | Канада                        | Гамлет                                                                                 | Hamlet                                                           | Рик МакКенна                                            | Рене Боньер, Стефен Буш                                    |
| 1973      | Югославия                     | Представление «Гамлета» в Нижней Мрдуше                                                | Predstava «Hamleta» u Mrdusi Donjoj                              | Раде Шербеджия                                          | Крсто Папич                                                |
| 1974      | Австралия                     | Гамлет                                                                                 | Hamlet                                                           |                                                         | Джулиан Прингл                                             |
| 1974—1979 | Испания                       | Гамлет (сериал)                                                                        | Hamlet                                                           |                                                         |                                                            |
| 1976      | Турция                        | Ангел мести – Гамлет-женщина                                                           | Intikam melegi/Kadin Hamlet                                      | Фатма Гирик                                             | Метин Эрксан                                               |
| 1977      | Великобритания                | Гамлет                                                                                 | Hamlet                                                           | Целестино Коронадо                                      | Тони Мейер                                                 |
| 1979      | Испания                       | Гамлет, принц датский                                                                  | Hamlet, príncep de Dinamarca                                     | Энрик Махо                                              | Антонио Чик                                                |
| 1979      | Франция                       | Гамлет                                                                                 | Hamlet                                                           | Мишель Эрмон                                            | Рено Сент-Пьер                                             |
| 1980      | Великобритания · США          | Гамлет BBC Shakespeare Collection)                                                     | Hamlet, Prince of Denmark                                        | Дерек Джекоби                                           | Родни Беннетт                                              |
| 1980      | Югославия                     | Гамлет                                                                                 | Hamlet (ТВ)                                                      | Раде Шербеджия                                          | Дежан Коркович, Любиша Ристич                              |
| 1981      | Аргентина                     | Гамлет, эпизод телесериала Шоу бизнес                                                  | Hamlet (ТВ)                                                      |                                                         | Родольфо Хопп                                              |
| 1983      | Венгрия                       | Гамлет                                                                                 | Hamlet                                                           | Ласло Гальффи                                           | Карой Эстергайош                                           |
| 1983      | Венгрия                       | Гамлет                                                                                 | Hamlet                                                           | Дьёрдь Черхальми                                        | Боди Габор                                                 |
| 1983      | ЮАР                           | Гамлет: принц датский                                                                  | Hamlet: Prince of Denmark                                        | Эндрю Баклэнд                                           | Кен Лич                                                    |
| 1983      | США                           | Быть или не быть                                                                       | To Be or Not to Be                                               | Мел Брукс                                               | Алан Джонсон                                               |
| 1983      | Канада                        | Приключения Боба и Дага МакКензи: Странное варево                                      | Strange Brew                                                     | Рик Моранис                                             | Рик Моранис & Дэйв Томас                                   |
| 1984      | Венгрия                       | Гамлет                                                                                 | Hamlet, dán királyfi (ТВ)                                        | Ласло Гальффи                                           | Карой Эстергайош                                           |
| 1985      | Швеция                        | Трагическая история Гамлета-принца Датского                                            | Den tragiska historien om Hamlet — Prins av Danmark (ТВ)         | Стефан Скарсград                                        | Рагнар Лит                                                 |
| 1985      | Финляндия                     | Гамлет                                                                                 | Hamlet                                                           | Теро Яртти                                              | Inari Teinilä, Jouko Turkka                                |
| 1987      | Великобритания                | Гамлет                                                                                 | Hamlet                                                           |                                                         | Роланд Кенион, Род Макдональд                              |
| 1987      | Финляндия                     | Гамлет идёт в бизнес                                                                   | Hamlet liikemaailmassa                                           | Пиркка-Пекка Петелиус                                   | Аки Каурисмяки                                             |
| 1989      | Индия                         | Гамлет: принц датский                                                                  | Hamlet: Prince of Denmark                                        | Кабир Ахамед                                            | С. Нэйтан                                                  |
| 1989      | СССР                          | Гамлет                                                                                 |                                                                  | Олег Янковский                                          | Глеб Панфилов Телеспектакль артистов Ленкома               |
| 1990      | Великобритания Франция        | Гамлет                                                                                 | Hamlet                                                           | Мел Гибсон                                              | Франко Дзеффирелли                                         |
| 1990      | Франция                       | Гамлет                                                                                 | Hamlet                                                           | Жерар Дезарт                                            | Пьер Кавассилас                                            |
| 1990      | Италия                        | Гамлет под хомутом оперетта на музыку П,И. Чайковского                                 | Hommelette for Hamlet, operetta inqualificabile (da J. Laforgue) | Кармело Бене                                            | Кармело Бене                                               |
| 1990      | США                           | Нью-Йоркский фестиваль Шекспира. сериал «Великие представления»                        | New York Shakespeare Festival                                    | Кевин Клайн                                             | Кирк Броунинг & Кевин Клайн                                |
| 1991      | Польша                        | Гамлет                                                                                 | Hamlet                                                           | Тереза Будзиш-Кшижановска                               | Анджей Вайда                                               |
| 1992      | Финляндия                     | Гамлет                                                                                 | Hamlet                                                           | Хейкки Киннунен                                         | Йотааркка Пеннанен                                         |
| 1992      | Нидерланды                    | Гамлет                                                                                 | Hamlet                                                           | Вим Данкерт                                             |                                                            |
| 1992      | Россия · Великобритания       | Гамлет Шекспир: Великие комедии и трагедии                                             | Hamlet                                                           | Николас Фаррелл                                         | Наталья Орлова                                             |
| 1993      | Нидерланды Бельгия            | Гамлет телефильм                                                                       | Hamlet                                                           |                                                         | Беренд Будевейн, Дирк Танге                                |
| 1994      | Германия                      | Гамлет                                                                                 | Hamlet                                                           | Михаэль Шенк                                            | Мониак Госвин                                              |
| 1995      | США                           | Пятнадцатиминутный Гамлет                                                              | The Fifteen Minute Hamlet (                                      | Остин Пендлтон                                          | Тодд Луисо                                                 |
| 1995      | Италия                        | Секс Гамлет (Из любви к Офелии)                                                        | X Hamlet (For the Love of Ophelia)                               | Кристоф Кларк                                           | Лука Дамиано                                               |
| 1996      | Италия                        | Гамлет Ⅱ                                                                               | Hamlet Ⅱ                                                         | Кристоф Кларк                                           | Лука Дамиано                                               |
| 1996      | США · Великобритания          | Гамлет                                                                                 | Hamlet                                                           | Кеннет Брана                                            | Кеннет Брана                                               |
| 1997      | США                           | Гамлет, принц Датский                                                                  | Hamlet, Prince of Denmark                                        | Гари Пол Райт                                           | Эндрю Беллвар                                              |
| 1999      | США                           | Пусть дьявол носит чёрное                                                              | Let the Devil Wear Black                                         | Джонатан Пеннер                                         | Стэйси Тайтл                                               |
| 2000      | США                           | Гамлет                                                                                 | Hamlet                                                           | Кэмпбелл Скотт                                          | Кэмпбелл Скотт                                             |
| 2000      | США                           | Гамлет                                                                                 | Hamlet                                                           | Итан Хоук                                               | Майкл Алмерейда                                            |
| 2000      | Франция                       | Гамлет (фильм-опера), музыка Амбруаз Тома                                              | Hamlet                                                           | Томас Хэмпсон                                           | Брайан Лардж                                               |
| 2002      | Великобритания Франция Япония | Трагедия Гамлета                                                                       | The Tragedy of Hamlet                                            | Эдриан Лестер                                           | Питер Брук                                                 |
| 2002      | Германия                      | Гамлет                                                                                 | Hamlet                                                           | Филипп Хохмайр                                          | Николас Штеман                                             |
| 2003      | США                           | Гамлет                                                                                 | Hamlet                                                           | Уильям Хьюстон                                          | Майкл Манделл                                              |
| 2003      | Германия                      | Гамлет Икс                                                                             | Hamlet_X                                                         | Мерет Беккер                                            | Герберт Фритш                                              |
| 2004      | Польша                        | Гамлет (ТВ)                                                                            | Hamlet                                                           | Михал Чернецкий                                         | Лукаш Барчик                                               |
| 2004      | Испания                       | Гамлет Амбруаза Тома (фильм-опера)                                                     | Hamlet, Ambroise Thomas                                          | Саймон Кинлисайд                                        | Тони Баргальо                                              |
| 2005      | Ирландия                      | Гамлет                                                                                 | Hamlet                                                           | Стефен Кэвэна                                           | Стефен Кэвэна                                              |
| 2005      | Канада                        | Гамлет                                                                                 | Hamlet                                                           | Элайас Туфексис                                         | Джастин Клоу                                               |
| 2006      | Китай                         | Банкет (Убить императора)                                                              | 夜宴                                                             | Дэниэл У Яньцзу                                         | Фэн Сяоган                                                 |
| 2006      | Китай                         | Принц Гималаев                                                                         | Prince of the Himalayas 喜馬拉雅王子 (на тибетском языке)        | Пурба Ргиал                                             | Шервуд Ху                                                  |
| 2006      | Польша                        | Г                                                                                      | H                                                                | Марцин Чарник                                           | Ян Клата                                                   |
| 2007      | Сербия                        | Гамлет                                                                                 | Hamlet (Hamlet, ciganski princ)                                  | Игорь Джорджевич                                        | Александр Райкович                                         |
| 2007      | Великобритания                | Гамлет                                                                                 | Hamlet                                                           | Уильям Белчамберс                                       | Александр Фодор                                            |
| 2007      | США                           | Гамлет                                                                                 | Hamlet                                                           | Бабак Тафти                                             | Аарон Хендрен                                              |
| 2007      | Австралия                     | Гамлет                                                                                 | Hamlet                                                           | Ричард Пирос                                            | Оскар Реддинг                                              |
| 2008      | Германия                      | Гамлет (Авиньонский фестиваль)                                                         | Hamlet                                                           |                                                         | Томас Осмтермайер                                          |
| 2009      | Великобритания США Япония     | Гамлет                                                                                 | Hamlet                                                           | Дэвид Теннант                                           | Грэгори Доран                                              |
| 2009      | США                           | Гамлет                                                                                 | Hamlet                                                           | Дэвид Мелвилл                                           | Саймон Боулер                                              |
| 2009      | Россия                        | Гамлет. XXI век                                                                        |                                                                  | Гела Месхи                                              | Юрий Кара                                                  |
| 2009      | Иран                          | Сомнения                                                                               | Tardid                                                           | Бахрам Радан                                            | Варуж Карим-Масихи                                         |
| 2009      | США                           | Кухонный Гамлет                                                                        | Kitchen Hamlet                                                   | Патрик Шоу                                              | Даниэль Элиху Крамер                                       |
| 2010      | Великобритания                | Гамлет (Королевский национальный театр вживую)                                         | Hamlet                                                           | Рори Киннир                                             | Николас Хайтнер                                            |
| 2010      | США                           | Гамлет Опера Амбруаза Тома The Metropolitan Opera                                      | Hamlet                                                           | Саймон Кинлисайд                                        | Брайан Лардж                                               |
| 2011      | Канада                        | Гамлет                                                                                 | Hamlet                                                           | Брюс Рэмси                                              | Брюс Рэмси                                                 |
| 2011      | США                           | Падение Райдера (современная адаптация)                                                | The Downfall of Ryder                                            | Макс Фёдор — Райдер (современный Гамлет)                | Макс Фёдор                                                 |
| 2012      | США                           | Династия Даля (современная адаптация)                                                  | The Dahl Dynasty                                                 |                                                         | Брайан Куинн                                               |
| 2013      | Франция Бельгия               | Гамлет. Опера Амбруаза Тома. Брюссельский королевский театр                            | Hamlet                                                           | Стефан Дегу                                             | Stéphane Vérité                                            |
| 2014      | США                           | Гамлет А. Д. Д. мультфильм                                                             | Hamlet A.D.D                                                     | Бобби Чиральдо,                                         | Бобби Чиральдо, Эндрю Свонт                                |
| 2014      | Индия                         | Хайдер                                                                                 | Haider                                                           | Шахид Капур — Хайдер Мир современный Гамлет             | Вишал Бхарадвадж                                           |
| 2014      | Россия                        | Гамлет                                                                                 |                                                                  | Дмитрий Бычков                                          | Эдуард Пальмов                                             |
| 2015      | Великобритания                | Гамлет                                                                                 | Hamlet                                                           | Максин Пик                                              | Сара Франком, Маргарет Уильямс                             |
| 2015      | Великобритания                | Гамлет: Камбербэтч                                                                     | Hamlet                                                           | Бенедикт Камбербэтч                                     | Линдси Тернер, Робин Лок                                   |
| 2015      | США                           | Гамлет                                                                                 | Hamlet                                                           | Трэвис Вилкер                                           | Алек Сабин, Anna Lensch                                    |
| 2015      | США                           | Гамлет, сын наркобарона                                                                | Hamlet, Son of a Kingpin                                         | Карлос Вилар                                            | Ричард Клафлин                                             |
| 2016      | Канада                        | Гамлет CBC представляет Стратфордский фестиваль                                        | Hamlet                                                           | Джонатан Гоад                                           | Антони Симолино                                            |
| 2016      | Великобритания                | Гамлет. Королевская шекспиролвская компания                                            | Hamlet                                                           | Паапа Эссьеду                                           | Саймон Годвин                                              |
| 2016      | Индия                         | Хеманта (современная адаптация)                                                        | Hemanta                                                          | Парамбрата Чаттерджи —Хеманта (современный Гамлет       | Анджан Датт                                                |
| 2017      | Великобритания                | Гамлет                                                                                 | Hamlet (панк-рок адаптация)                                      | Том Клиар                                               | Дик Дуглас                                                 |
| 2017      | Великобритания Франция Япония | Гамлет фильм-опера на музыку Бретта Дина Глайндборнский фестиваль                      | Hamlet                                                           | Аллан Клайтон                                           | Франсуа Руссийон                                           |
| 2017      | Грузия                        | Гамлет                                                                                 |                                                                  | Джиорджи Мегрелишвили                                   | Джиорджи Мегрелишвили                                      |
| 2017      | Швеция                        | Гамлет                                                                                 | Hamlet (современная адаптация)                                   | Ханнес Мейдал                                           | Дженс Олин                                                 |
| 2017      | Великобритания                | Гамлет Дания                                                                           | Hamlet Denmark                                                   |                                                         | Арчи Люблин                                                |
| 2018      | Великобритания США            | Офелия                                                                                 | Ophelia                                                          | Джек Каннингэм-Натталл                                  | Клэр Маккарти                                              |
| 2018      | Великобритания                | Гамлет                                                                                 | Hamlet                                                           | Эндрю Скот                                              | Роберт Икке                                                |
| 2018      | США                           | Гамлет в Золотой долине                                                                | Hamlet in the Golden Vale                                        | Тэйлор Майерс                                           | Дэн Хассе, Тэйлор Майерс                                   |
| 2018      | Венгрия                       | В чём загвоздка                                                                        | The Rub                                                          | Саболч Хайду                                            | Петер Лихтер, Бори Мате                                    |
| 2019      | Польша                        | Гамлет (эпизод сериала «Телевизионный театр»                                           | Hamlet                                                           | Пжемыслав Стиппа                                        | Мичал Котаньский                                           |
| 2019      | США                           | Смерть Гамлета                                                                         | Hamlets Død                                                      | Джеймс Бак                                              | Трой Шульц                                                 |
| 2020      | Испания                       | Гамлет видео Барселонского театра на каталонском языке                                 | Hamlet                                                           | Поль Лопес                                              | Пау Каррио                                                 |
| 2020      | Великобритания                | Гамлет                                                                                 | Hamlet                                                           | Сандра ХюллерХюллер                                     | Йохан Саймонс                                              |

Мультфильм «Король Лев», по словам создателей, в числе прочего был вдохновлён «Гамлетом». И он является самой прибыльной на сегодняшний день адаптацией «Гамлета». В дополненение этих адаптаций, есть бесчисленные отсылки к Гамлету в других произведениях искусства.
Фильм «Принц Ютландии» — экранизация саги о дошекспировском Амледе.
Варяг (фильм) - экранизация использующая завязку сюжета из саги о дошекспировском Амледе, но затем использующая обобщённый образ из других саг о мести.

## Музыка
- Александр Гречанинов. Сон (колыбельная): из муз. к трагедии В. Шекспира «Гамлет»
- Александр Варламов. Песнь Офелии из трагедии «Гамлет»
- Шоссон, Эрнест. Песня Офелии
- 1888 год: П. И. Чайковский. «Гамлет», увертюра-фантазия, ор. 67
  - 1891 год: музыка к спектаклю по трагедии Шекспира. Op. 67а. Санкт-Петербург, Михайловский театр, 9/21 февраля 1891
- Рихард Штраус. Первая песня Офелии, Вторая, Третья. Соч. 67, № 1-3.
- 1937-38: С. Прокофьев. Музыка к спектаклю Ленинградского драматического театра: соч. 77, для малого симфонического оркестра (премьера перевода Анны Разловой в Ленинградском театре С. Э. Радлова).
- 1967 год: Музыка В. Горячих для звукозаписи «Гамлета» в переводе Б. Пастернака. Исполн. В. Рецептер. Запись — фирма «Мелодия»
- Н. П. Червинский. «Гамлет», балет в 3-х актах
- Георгий Свиридов. Песня могильщика из трагедии «Гамлет» : для баса (пер. Б. Пастернака)
- Валерий Гаврилин. Три песни Офелии (Слышу голос милого Франца: вокализ; Под утро в Валентинов день; Ах, он умер…)
- Егор Летов. «Офелия» из альбома «Сто лет одиночества».

Произведения Дм. Шостаковича:
- 1932 год: Сюита из музыки к спектаклю «Гамлет», соч. 32а. Премьера — 19 мая 1932 г. в Московском Театре им. Евг. Вахтангова, реж. Николай Акимов. (Первый показ перевода М. Лозинского).
- 1954 год: Музыка к спектаклю «Гамлет». Премьера — 31 марта 1954, Ленинград, Театр драмы им. Пушкина, реж. Г. Козинцев. (Премьера перевода Б. Пастернака в Ленинграде).
- 1963-4 год: Музыка к фильму «Гамлет» Г. Козинцева, соч. 116.
- 1969 год: вышел фильм-балет «Гамлет» на музыку Шостаковича.
- 1973 год: Шесть стихотворений Марины Цветаевой. Вокальный цикл для контральто и фортепиано, соч. 143; оркестровая версия — соч. 143а. № 3 — «Диалог Гамлета с совестью».

Оперы:
- «Гамлет[рум.]» — опера Паскаля Бентою (1974)
- «Гамлет» — опера Марио Дзафред (1961)
- «Гамлет» — опера Яниса Калниньша (1935)
- «Гамлет» — опера А. Д. Мачавариани (1967)
- «Гамлет» — опера С. М. Слонимского (1991)
- «Гамлет[венг.]» — опера Шандора Соколаи (1968)
- «Гамлет[англ.]» — опера Бретта Дина (2017)
- «Гамлет[фр.]» — опера Амбруаза Тома (1868)
- «Гамлет[итал.]» — опера Франко Фаччо (1865)
- «Гамлет[рус.]» - рингтоны Une Unerin (2021)

## «Гамлет» в культуре
Пьеса оказала огромное влияние на позднейшую культуру.
- И. С. Тургенев. Гамлет Щигровского уезда («Записки охотника»)
- Егор Летов. Песня «Офелия».
- Постановка пьесы «Гамлет» — одна из сюжетных линий фильма «Берегись автомобиля». Роль Деточкина, исполнителя Гамлета, играет Иннокентий Смоктуновский, сыгравший Гамлета в экранизации Г. Козинцева[43].
- «Розенкранц и Гильденстерн мертвы» — игровой фильм Тома Стоппарда по собственной пьесе. Сюжет о второстепенных персонажах не только не противоречит, но следует шекспировской трагедии.
- Том Стоппард. «Гамлет-Догга»
- Леонид Филатов. «Гамлет»
- В. Высоцкий. «Мой Гамлет»
- Хайнер Мюллер. «Гамлет-машина»
- Виктор Коркия. «Гамлет.Ru»
- «Гамлет или последняя игра без MMORPG элементов, шейдеров и рекламы» — юмористическая компьютерная игра, созданная по мотивам трагедии Шекспира.

### В русской критике и философии
- И. С. Тургенев. Гамлет и Дон-Кихот
- В. Г. Белинский. Гамлет, драма Шекспира. Мочалов в роли Гамлета[44]
- Аполлон Григорьев. «Гамлет» на одном провинциальном театре
- И. А. Гончаров. Опять «Гамлет» на русской сцене
- Л. С. Выготский. Трагедия о Гамлете, принце Датском У. Шекспира («Психология искусства»)
- П. Г. Щедровицкий. Трагедия о Гамлете, принце Датском, Л. Выготского
- Павел Флоренский. Гамлет
- Иннокентий Анненский. Проблема Гамлета («Вторая книга отражений»)